# SMS Prinz Adalbert (1901)
Pour les autres navires du même nom, voir SMS Prinz Adalbert.

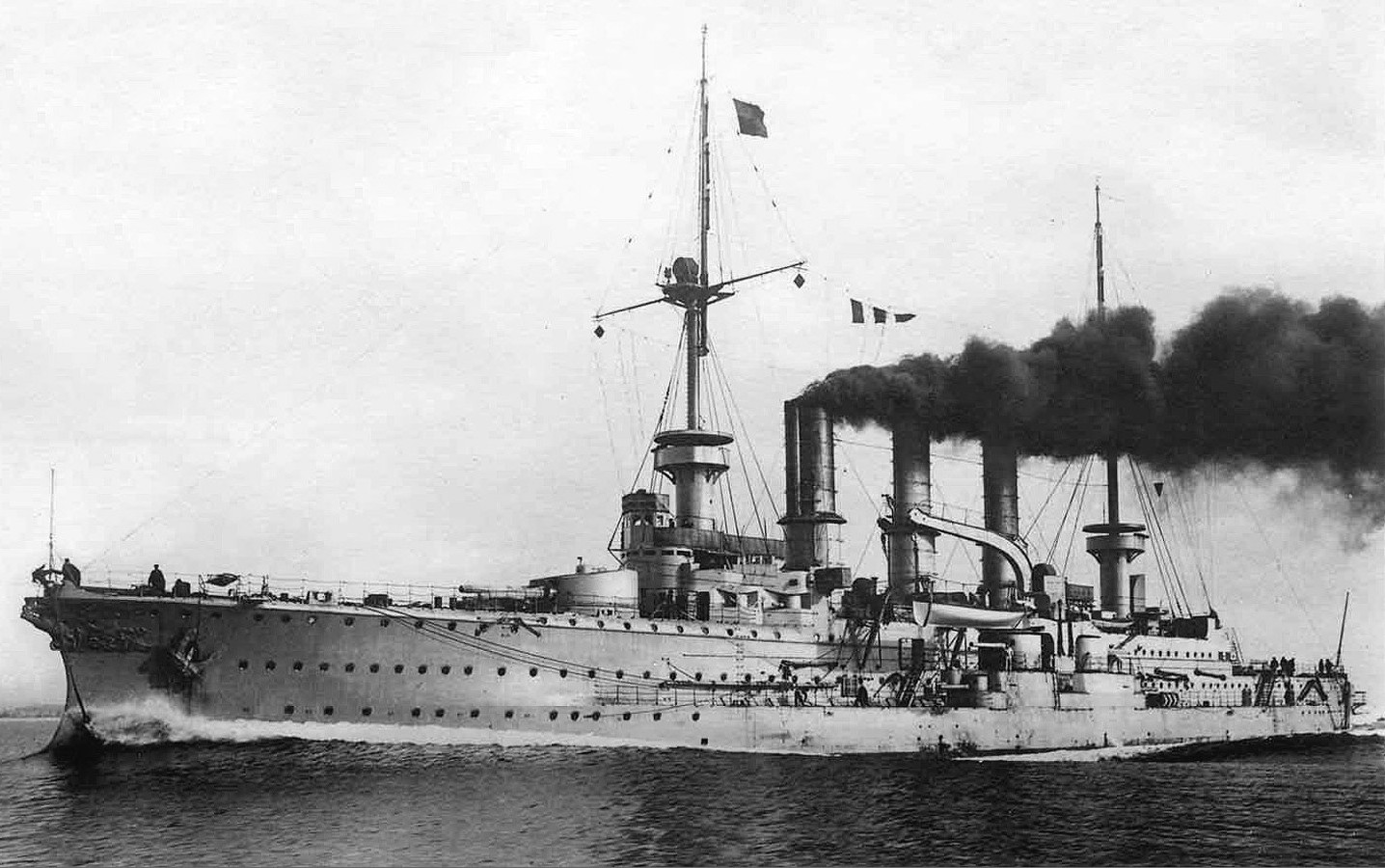
Le SMS Prinz Adalbert.

Le SMS Prinz Adalbert est un croiseur cuirassé de la marine impériale allemande.
Il est le premier navire de la classe Prinz Adalbert.
Il entre en service le 12 janvier 1904 et est coulé par une torpille le 23 octobre 1915.